# Mesanthemum reductum
Mesanthemum reductum là một loài thực vật có hoa trong họ Eriocaulaceae. Loài này được H.E.Hess mô tả khoa học đầu tiên năm 1955.